# Félix Nicolas Frillié
Félix Nicolas Frillié, né le 26 janvier 1821 à Dijon et mort le 6 septembre 1863 à Is-sur-Tille, est un peintre français.

## Biographie
Félix Nicolas Frillié est le fils de Jean Baptiste Frillié, marchand horloger, et de Catherine Joséphine Muteau.
Élève de Léon Cogniet, il expose au Salon de 1841 à 1859.
Il meurt à l'âge de 42 ans.

## Œuvres exposées aux Salons parisiens
- Portrait de l'auteur, au Salon de 1841
- René racontant sa vie (Chateaubriand), au Salon de 1845
- La Folie chassant l'inspiration, au Salon de 1848
- Enfants bohémiens, au Salon de 1848
- Portrait de M. L. H., au Salon de 1848
- Les Artistes, au Salon de 1848, dessin
- Bergers chaldéens observant les astres, au Salon de 1849
- La Grappe, au Salon de 1850
- Portrait de Mme C., au Salon de 1852
- Bergers chaldéens observant les astres, au Salon de 1855
- Le Baiser de la Muse, au Salon de 1857
- La Toilette de l’enfant, au Salon de 1859